# Gonioctena shibatai
Gonioctena shibatai es una especie de insecto coleóptero de la familia Chrysomelidae.
Fue descrita científicamente en 1982 por Takizawa.